# W. Douglas Buttrey
William Douglas Buttrey (geboren 1945) ist ein amerikanischer Manager. Im Jahr 2006 war er Chairman der Regulierungsbehörde Surface Transportation Board.

## Leben
Von 1964 bis 1968 studierte W. Douglas Buttrey an der Tennessee Technological University – College of Business Administration und erhielt einen Bachelor of Science in „Business Administration and Management“. Anschließend war er auf der University of Memphis School of Law und legte 1971 seinen Juris Doctor im Bereich „Banking, Corporate, Finance, and Securities Law“ ab. Danach arbeitete und forschte er an der University of Miami School of Law im Bereich Internationales Wirtschaftsrecht und Luftfahrtrecht. 1973 erhielt er seine Anwaltszulassung in Florida. 
1972 bis 1976 war er Anwalt bei der Luftfahrtaufsichtsbehörde Civil Aeronautics Board. Danach war er bis 1979 Berater beim Aviation Subcommittee des US-Senates. Anschließend war er bis 2001 als Lobbyist für die Federal Express Corporation (FedEx) tätig. Nach einer zwischenzeitlichen Tätigkeit als Berater wurde er am 28. Mai 2004 als Nachfolger von Linda J. Morgan zum Mitglied des Leitungsgremiums der Regulierungsbehörde Surface Transportation Boards berufen. Am 5. Januar 2006 wurde er als Mitglied der Republikanischen Partei nach dem Ende der Amtszeit von Roger Nober dessen Nachfolger als Vorsitzender (Chairman) des Surface Transportation Boards. Er wurde am 14. August 2006 durch Charles D. Nottingham abgelöst. Seine reguläre Amtszeit im Board endete am 31. Dezember 2008. Er blieb noch bis zur Einsetzung des Nachfolger Daniel R. Elliott III. am 13. März 2009 Boardmitglied.
W. Douglas Buttrey ist seit 2009 in der Geschäftsführung eines mittelständischen Transportunternehmens tätig.
Buttrey ist verheiratet und hat einen Sohn.